# Prince Buaben
Prince Christian Buaben Abankwah (* 23. April 1988 in Akosombo) ist ein ghanaischer Fußballspieler, der beim FC Falkirk in Schottland spielt.

## Karriere

### Verein
Prince Buaben wurde im Jahr 1988 im ghanaischen Akosombo in der Region Asuogyaman geboren. Als Neunjähriger kam er mit seiner Familie nach Europa in die Niederlande. Er begann seine Fußballkarriere bei AVV Zeeburgia in Amsterdam. Ab dem Jahr 2004 spielte Buaben drei Jahre in der Jugend von Ajax Amsterdam. Im Alter von 19 Jahren wurde er vom schottischen Verein Dundee United verpflichtet, bei dem er vorher im Probetraining überzeugen konnte. Mit United erreichte er im ersten Jahr der Vereinszugehörigkeit das Finale im schottischen Ligapokal das gegen die Glasgow Rangers verloren wurde. Zwei Jahre später gewann er mit Dundee das Endspiel im Pokal gegen Ross County. Am Saisonende 2010/11 wechselte der mittlerweile 23-jährige Buaben ablösefrei zum FC Watford nach England. Für den Zweitligisten spielte er in der ersten Saison 2011/12 unter Sean Dyche in 30 Partien. Nachdem Gianfranco Zola das Traineramt übernommen hatte, kam Buaben in der gesamten Spielzeit 2012/13 nur einmal zum Einsatz. Der auslaufende Vertrag wurde nicht verlängert, sodass Buaben ohne Verein war. Im Oktober 2013 fand er mit dem englischen Drittligisten Carlisle United einen neuen Klub. Bis zum Januar 2014 spielte er für den späteren Absteiger in 12 Spielen und traf dabei einmal, bevor er bis zum Saisonende an den schottischen Erstligisten Partick Thistle verliehen wurde. Im Juli 2014 wechselte er von Carlisle nach Edinburgh zu Heart of Midlothian und unterschrieb für ein Jahr. Bereits im Dezember wurde der am Saisonende auslaufende Vertrag bis 2018 verlängert. Mit den Hearts konnte er 2015 den direkten Wiederaufstieg in die Premiership erreichen. Nach drei Spielzeiten in der Premiership wurde der auslaufende Vertrag nicht verlängert. Er ging daraufhin zum FC Falkirk.

### Nationalmannschaft
Prince Buaben wurde im März 2008 erstmals in die ghanaische Nationalmannschaft berufen, kam im Freundschaftsspiel gegen Mexiko aber nicht zum Einsatz. Sein einziger Länderspieleinsatz erfolgte zwei Monate später in einem Freundschaftsspiel in Sydney gegen Australien.

## Erfolge
mit Dundee United:
- Schottischer Pokalsieger: 2010

mit Heart of Midlothian:
- Schottischer Zweitligameister: 2015